# Szkolno-Zapasowa Brygada Sił Zbrojnych Komitetu Wyzwolenia Narodów Rosji
Szkoleniowo-zapasowa brygada Sił Zbrojnych Komitetu Wyzwolenia Narodów Rosji – kolaboracyjny związek taktyczny Sił Zbrojnych Komitetu Wyzwolenia Narodów Rosji pod koniec II wojny światowej.
W listopadzie 1944 w Münsingen została sformowana szkoleniowo-zapasowa brygada Sił Zbrojnych KONR. Osiągnęła liczebność około 7 tys. żołnierzy. Na jej czele stanął płk Samuił T. Kojda, zaś funkcję szefa sztabu objął ppłk Nikołaj I. Sadownikow. Z wyższych oficerów służyli w niej też płk Trofimow i płk Skugarewski. Zadaniem brygady było szkolenie ochotników pochodzących z obozów jenieckich, a następnie uzupełnianie stanów osobowych regularnych jednostek wojskowych Sił Zbrojnych KONR. Składała się z: sztabu, plutonu żandarmerii polowej, 1 pułku (trzy bataliony, bateria artylerii 75 mm, kompania pancerna, pluton kawalerii), dywizjonu artylerii, batalionu zmotoryzowanego, batalionu panzerfaustów, szwadronu kawalerii, oddziału łączności, batalionu saperskiego dowodzonego przez mjr. Połnickiego (zginął wraz z kilkoma oficerami i żołnierzami w kwietniu 1945 podczas amerykańskiego nalotu), batalionu artyleryjsko-technicznego, szkoły dla podoficerów i batalionu ozdrowieńców. Żołnierze brygady byli słabo uzbrojeni, gdyż Niemcy przekazali jedynie minimalne ilości broni i wyposażenia. Występowały też duże trudności z umundurowaniem.
Podczas marszu na zachód brygada zachowała wysokie morale i dyscyplinę bojową, co spotkało się z pochwałami ze strony szefa sztabu Sił Zbrojnych KONR i jednocześnie dowódcy 2 Dywizji Piechoty gen. Fiodora I. Truchina. Po zakończeniu wojny żołnierze brygady – podobnie jak innych jednostek „własowskich” – zostali wydani Sowietom.